# Pantelhó
Pantelhó est une municipalité du Chiapas, au Mexique. Elle couvre une superficie de 136,6 km2 et compte 22 011 habitants en 2015.